# Ptilodactyla nanoderma
Ptilodactyla nanoderma là một loài bọ cánh cứng trong họ Ptilodactylidae. Loài này được Johnson & Freytag miêu tả khoa học năm 1982.